# Fort Davis National Historic Site
Il Fort Davis National Historic Site è un sito storico nazionale degli Stati Uniti situato nella comunità non incorporata di Fort Davis, nella contea di Jeff Davis, in Texas. Situato all'interno dei monti Davis del Texas occidentale, il sito storico è stato istituito nel 1961 per proteggere uno dei migliori esempi rimasti di un forte dell'esercito statunitense nel sud-ovest degli Stati Uniti.

## Storia
Fondato nell'ottobre 1854 dal generale Persiper Frazer Smith al Painted Comanche Camp lungo il Limpia Creek, Fort Davis prende il nome dal segretario alla guerra Jefferson Davis. "Sperando di proteggere la guarnigione dall'inverno del nord, Smith ha nascosto il forte in un canyon fiancheggiato su tre lati da pareti rocciose a picco". A comandare la base c'era il comandante dell'8º reggimento di fanteria, il tenente colonnello Washington Seawell.
Altri forti che erano situati lungo le frontiere erano Fort Griffin, Concho, Belknap, Chadbourne, Stockton, Richardson, Bliss, McKavett, Clark, McIntosh, Inge e Phantom Hill nel Texas e Fort Sill nell'Oklahoma.   Sono stati utilizzati anche "basi secondarie o stazioni intermedie", tra cui la Bothwick's Station al Salt Creek tra Fort Richardson e Fort Belknap, il Camp Wichita vicino a Buffalo Springs tra Fort Richardson e Red River Station e il Mountain Pass tra Fort Concho e Fort Griffin.
Dal 1854 al 1891, Fort Davis, a causa della sua posizione, proteggeva emigranti, diligenze postali e carovane di merci sulla porzione trans-Pecos della San Antonio-El Paso Road e del Chihuahua Trail, e per controllare le attività nella parte meridionale del Great Comanche War Trail and Mescalero Apache.
Il forte fu evacuato nell'aprile 1861 su ordine del generale David E. Twiggs all'inizio della guerra civile. Durante l'invasione del Nuovo Messico da parte di John R. Baylor, solo 20 truppe dell'Esercito degli Stati Confederati presidiavano il forte. La notte del 4 agosto 1861, i Mescalero Apache fecero irruzione in un vicino recinto di bestiame e durante l'inseguimento dell'11 agosto, il tenente Reuben E. Mays e tutti i suoi 13 uomini della pattuglia furono uccisi in un'imboscata.  Questa sconfitta convinse Baylor a dotare il forte di tre ufficiali e 70 soldati. I Confederati evacuarono il forte e tutte le altre basi a ovest di Fort Clark nell'agosto 1862.
Fort Davis è importante per comprendere la presenza degli afroamericani nel West e nelle forze armate di frontiera perché il 24º e il 25º reggimento di fanteria degli Stati Uniti e il 9º e il 10º di cavalleria degli Stati Uniti, reggimenti completamente neri (noti come Buffalo Soldier), che erano stati istituiti dopo la guerra civile, erano di stanza alla base. Il tenente colonnello Wesley Merritt guidò le truppe C, F, H e I del 9º reggimento cavalleria a rioccupare il forte il 29 giugno 1867. Ricostruirono il forte, usando calcare e adobe, fuori dalle pareti del canyon.